# Агабекян, Эдуард Артаваздович
Эдуа́рд Артава́здович Агабекя́н (арм. Էդուարդ Արտավազդի Աղաբեկյան, 2 июня 1963, село Карабулак, Аскеранский район, НКАО, Азербайджанская ССР) — политический и государственный деятель непризнанной Нагорно-Карабахской республики, мэр Степанакерта.

## Биография
- Окончил среднюю школу в 1980 году, поступил в Ереванский медицинский институт имени Мхитара Гераци.
- С 1986 — работал в Степанакерте по специальности, параллельно преподавал в медицинском училище.
- 1992—1998 — служил в рядах Армии обороны НКР.
- С июня 1993 руководил медицинской службой Аскеранского оборонительного района.
- В 1998—2000 годах занимал должность заместителя министра здравоохранения непризнанной НКР.
- 18 июня 2000 — избран депутатом парламента НКР, а с 5 июля того же года является председателем постоянной комиссии по социальным вопросам парламента республики.
- В 2011 году принимал участие в выборах мэра Степанакерта вместе с Суреном Григоряном и Маратом Асратяном, в которых занял второе место.
- Член инициативной группы общественно-политической организации «Движение-88», созданной в феврале 2004 года.
- Награждён орденом «Боевого креста» второй степени.
- C 22 августа 2004 года выбран мэром Степанакерта, набрав 55,3 % голосов.